# 若爾尼謝 (文尼察州)
49°3′45″N 29°5′14″E / 49.06250°N 29.08722°E
若爾尼謝（羅馬化：Zhornyshche）是烏克蘭西南部的村莊，隸屬文尼察州的文尼察區。該村處於塔拉尼夫卡河畔，始建於1798年，面積4.13平方公里，海拔高度252米，2001年人口1,028。